# Amblyophallus marginatus
Amblyophallus marginatus är en insektsart som beskrevs av William D. Funkhouser. Amblyophallus marginatus ingår i släktet Amblyophallus och familjen hornstritar. Inga underarter finns listade i Catalogue of Life.